# Cølestin
Cølestin er et mineral, som består af strontiumsulfat SrSO4. Det krystalliserer rombisk, isomorft med tungspat og anglesit, ofte i fladerige krystaller. Undertiden er mineralet himmelblåt, hvoraf navnet, men oftest er det farveløst, hvidt eller gråligt. Hårdheden er 3, vægtfylden 3,9-4,0 gram/cm3. Smukke farveløse krystaller findes ved Agirgento på Sicilien, her sammen med gips og svovl, ved Bex i Schweiz og andre steder. Blålig Cølestin findes blandt andet ved Frankstown i Pennsylvania og i nærheden af Jena i Tyskland. I hvide kornede masser er Cølestin ret udbredt, især forekommer den i mergel, kalksten og sandsten. I Danmark findes Cølestin i grålige uregelmæssige klumper, konkretioner, og som udfyldning i oprindelige hule forsteninger i kridtet i Møens Klint, dog kun i ringe mængde.